# Església parroquial de la Mare de Déu de la Misericòrdia (Geldo)
L'Església Parroquial de la nostra Senyora de la Misericòrdia de Geldo, també coneguda com a Església Parroquial Mare de Déu de la Misericòrdia de Geldo, a la comarca de l'Alt Palància, és un temple catòlic que està catalogat com a Bé Immoble de Rellevància Local segons consta a la Direcció General de patrimoni Artístic de la Generalitat Valenciana, amb codi nombre 12.07.067-001. Es troba dins del nucli urbà de la població, en concret a la plaça Don Antonio Ferrer Díaz s/n; i pot datar-se entre els segles  XVII i  XVIII.

## Història
No es tenen moltes dades sobre l'església són curts pel que són les seves característiques arquitectòniques les que ens poden revelar la seva història. Malgrat això, la dada més interessant ens ve de la mà de R. Torres Carot, del Breu del Papa Climent VIII, document en el qual es fa referència al fet que la localitat compta amb una parròquia pròpia des de l'any 1534, i en el qual se segrega de l'Església Catedral i Parroquial de Sogorb, sent bisbe aleshores Don Gaspar Jofré de Borja.
L'església es va aixecar tenint com a titular a Sant Joan Baptista. En el document es fa referència també al mitjà de costejar les despeses de l'edifici, on prendre part activa en la seva conservació i embelliment, etc. És curiós que la redacció d'aquest document es deu al fet de l'incompliment de l'anterior encarregat de mantenir el temple, el duc de Sogorb i senyor de Geldo.
En 1690 com a fruit de la concòrdia entre el Poble de Geldo i Francisco Lasierra s'arriba a l'acord per aixecar la nova església parroquial de la ciutat, el qual començaria a construir al començament del segle xviii, època de plena expansió del barroc en l'antic regne de València. Part de les característiques de l'actual temple coincideixen amb les descrites en aquests textos, com les característiques del seu campanar (amb coberta piramidal coronada amb un penell) o el fet que les sagristies i el campanar surtin del nivell de la paret del temple, el qual ocorre en el temple actual.

## Descripció
Es tracta d'un edifici exempt en la realització han utilitzat maçoneria i carreus, presentant contraforts exteriors que s'estenen per sobre de les capelles laterals en ambdós costats.  La teulada està construït a aigües, està cobert de teules de tipus àrab. A la façana es troba, arran de terra, la porta d'entrada la qual és de tipus retaule de dos cossos, adovellada i emmarcada per pilastres toscanes i cos arquitravat llis en el primer tram, mentre que en el segon pot observar l'existència d'una fornícula amb finestra rectangular al centre, que també es troba emmarcada per pilastres i acabat superior de frontó semicircular, que es veu rematat per cossos geomètrics.
La torre, de planta quadrada, s'ubica als peus del costat de l'epístola, de manera que el primer cos de la mateixa forma part de la façana, destacant en aquest cos l'existència d'un rellotge. En el cos de campanes, el segon de la torre campanar, es pot contemplar existència de finestres en els cantons, amb pilastres de tipus decoratiu, trobant-se en l'interior d'uns arcs de mig punt les campanes; mentre que el remat superior està constituït per una petita cúpula coberta amb teules ceràmiques vidriades.
També cal destacar l'existència d'una espadanya d'un cos a la capçalera.

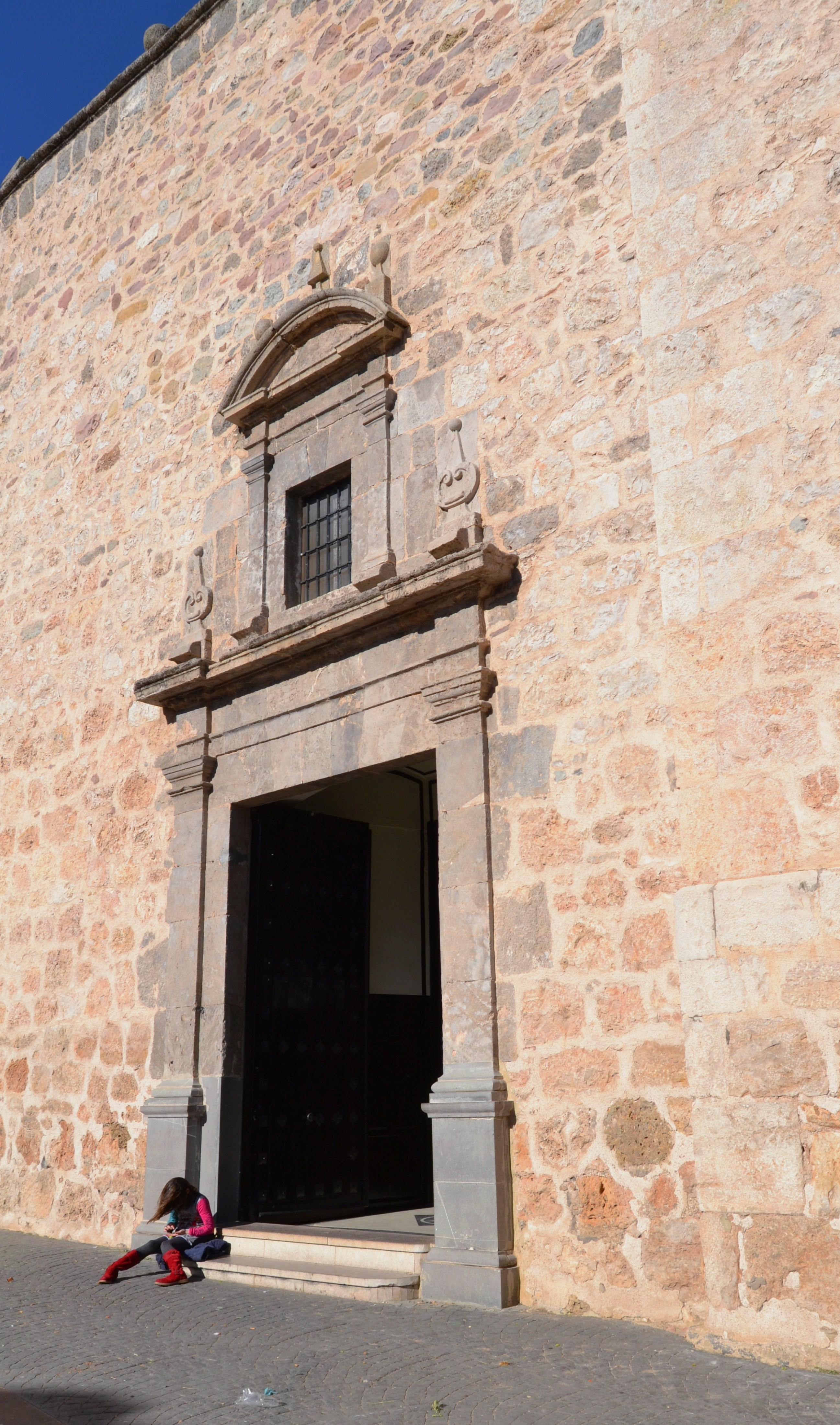
Detall de la porta
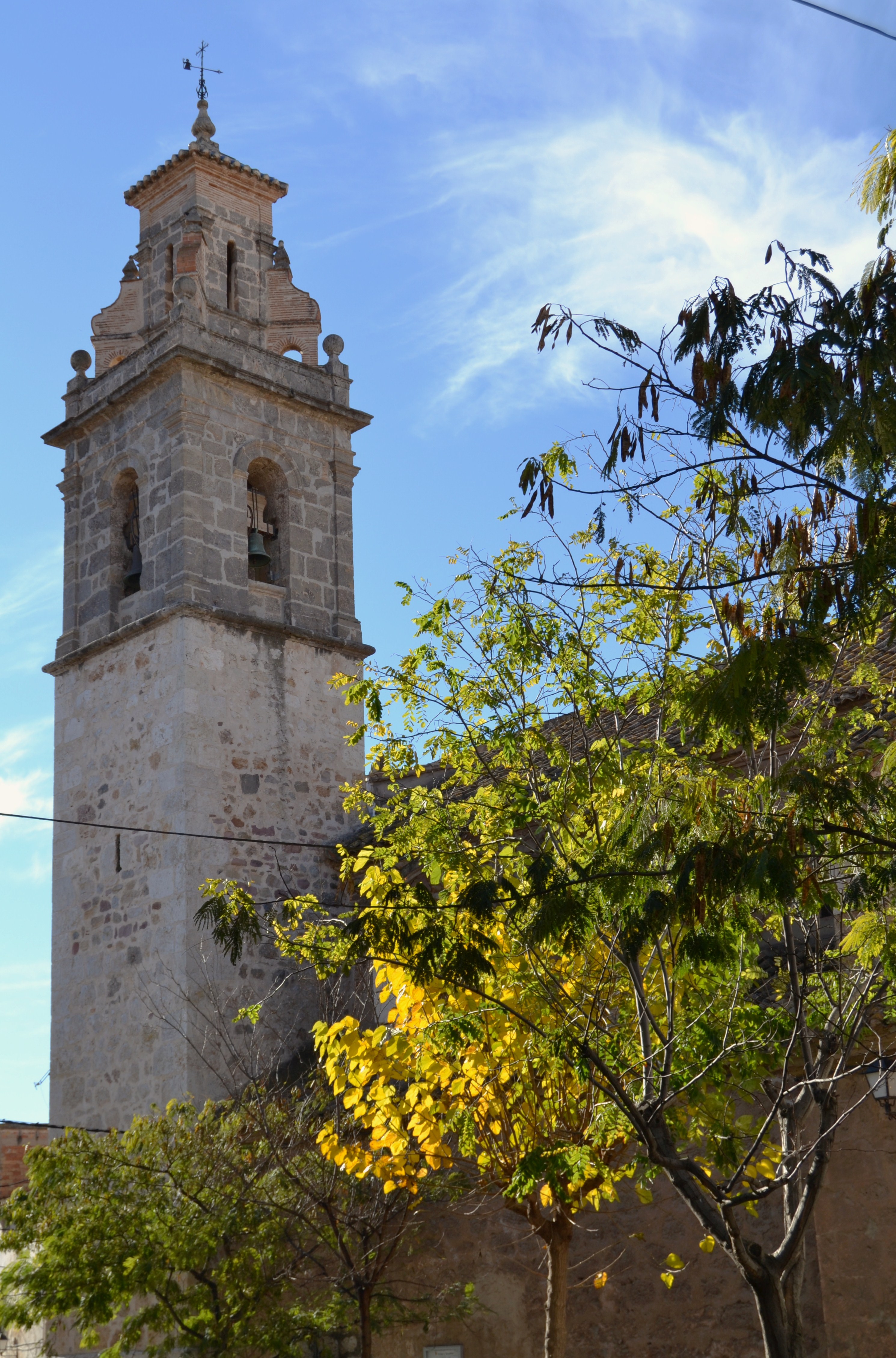
Vista del campanar
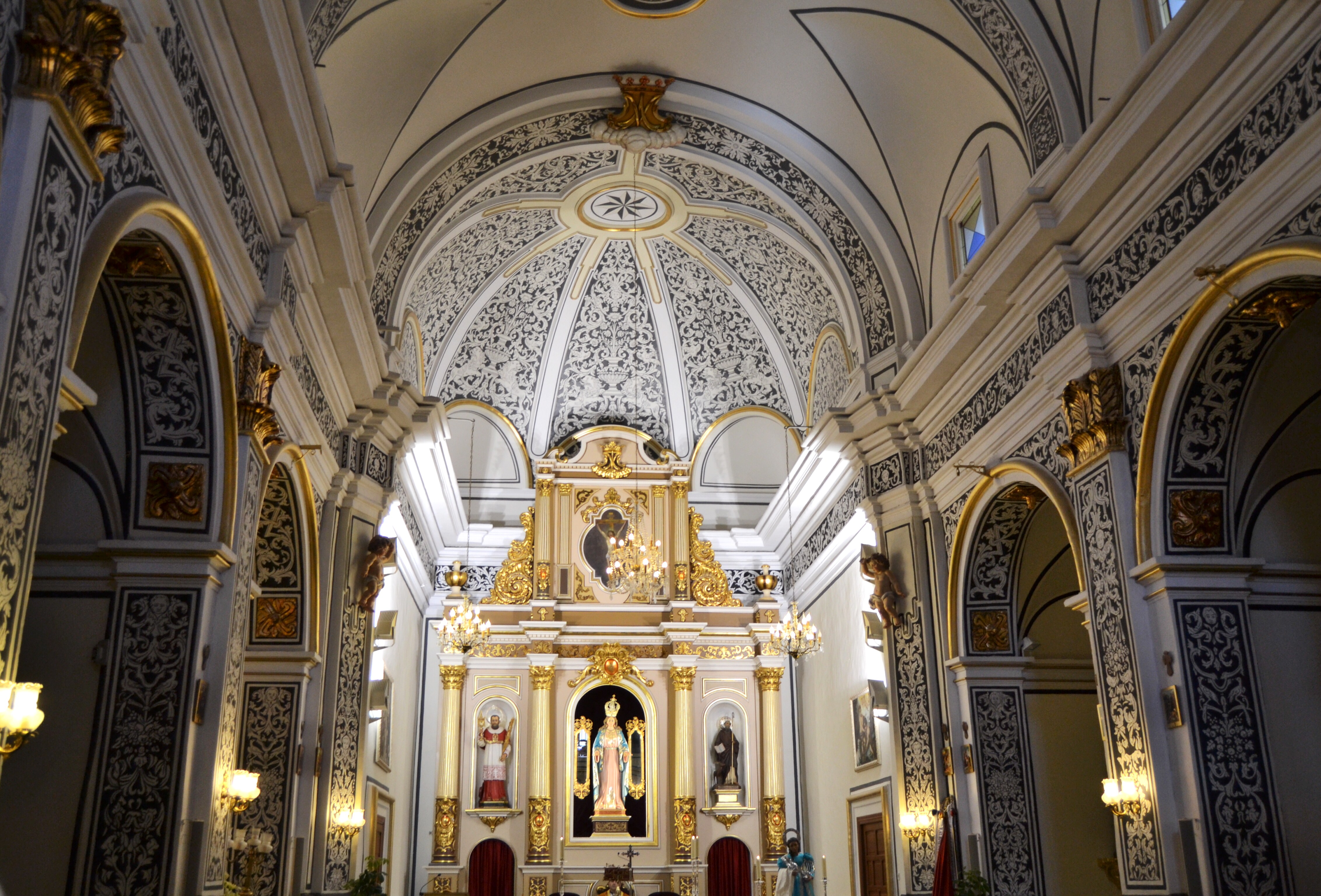
Interior de l'església

Respecte a l'interior, es tracta d'un temple de nau única amb capelles laterals, suports de pilars i pilastres i voltes de canó amb llunetes, en la qual podem destacar l'existència d'uns  arcs formers de  mig punt, que al tenir l'edifici una sola nau, estan encastats en el mur, de manera que realment són arcs cecs, i es disposen de pilar a pilar coincidint amb els trams de la volta. Per la seva banda a decoració és de guixos del segle xviii presentant pilastres i cornisa superior recorrent tot el temple, tot això molt típic de la zona de València. També cal indicar que malgrat estar tapat per pintura més moderna, hi esgrafiat en l'absis. També hem de posar atenció a la talla de la Mare de Déu de la Misericòrdia, la qual és posterior a la  guerra i presenta una iconografia en la qual la imatge de la Verge és el d'una jove, vestida de rosa i blau amb les mans esteses com protegint la localitat, la qual cosa se separa dels cànons clàssics de representació de la Misericòrdia de Maria, ja que normalment sol mostrar-se amb els braços estesos i el mantell cobrint.

### Les campanes
Les campanes de la torre campanar de l'església de Geldo són quatre i responen als següents noms i característiques:
- Santa Bàrbara, es localitza al campanar, amb un diàmetre de 59 cm, una alçada de 53 cm i un gruix de 5 cm, és de bronze i té un pes aproximat de 119 kg. Es va dur a terme la seva fosa l'any 1739, el jou és de fusta i substitueix un ferro de Portilla Linares. Presenta inscripcions: "IHS MARIA IOSE SANTA BARBARA orat PRO NOBIS ANNO" (N invertides) M: (00) (creu potenzada d'estrelles, 2 sargantanes i 3 claus) MP (00) "17 (creu) 39". El seu estat de conservació és bo, ja que va ser restaurada per Ermec. La seva instal·lació és l'original i no està mecanitzada. Presenta un gran valor històric i artístic. [6]
- Sant Ramon, també al campanar, amb un diàmetre major a l'anterior, arriba als 67 cm, la seva altura és de 55cm i l'espessor de 454 novament. El pes real és de 212kg. El fonedor va ser Juan Bautista Roses Soler, d'Atzeneta d'Albaida, i l'any de fosa 1948. Presenta com inscripció: "SAN RAMON / GELDO ANY 1948". El jou és de fusta que novament substitueix un altre de ferro de Portilla Linares. No presenta valor històric i pot ser reemplaçada o refosa sense problemes. [6]
- Crist de la Llum, també al campanar. Presenta un diàmetre de 78 cm, una alçada de 65 cm, un gruix de 8 cm i un pes aproximat de 275 kg, el fonedor és Portilla Linares de Muriedas, i l'any 1992. Presenta una inscripció: "em va fondre i fabrico a cantabria (ESPANYA) / en els seus tallers de Muriedas / MARIO PORTILLA LINARES / el segell ma ca / queda gravat aquí" / (marca de fàbrica) "PORTILLA HNOS LTDA / (campana) / SANTANDER (ESPANYA) "M (06)" SANTÍSSIM CRIST DE LA LLUM / 1992 / GELDO / CASTELLÓN / ESGLÉSIA PARROQUIAL VERGE DE LA MISERICÒRDIA / TERCER CENTENARI DE LA SEVA CONSTRUCCIÓ / A EXPENSES DE / JOSE ARNAU PIQUER I FRANCISCO TERRASA GOMAR "MP (06) "RECTOR MI Sr. D. ELADIO VILLAGRASA TANBORERO / CANONGE PENITENCIARI DE LA SICB DE SEGORBE" (els accents i els errors ortogràfics "TANBORERO" per "TAMBORERO" "ma ca" per "marca" SIC).

El jou és de fusta el qual substitueix a un ferro de Portilla Linares. L'estat de conservació és bo, ja que va ser restaurada per Ermec.
- Mare de Déu de la Misericòrdia, la major. Situada al campanar té un diàmetre de 88 cm, una alçada de 83 cm i un gruix de 10cm, amb un pes aproximat de 395 kg. Es va fondre l'any 1992 a la fosa de Mario Portilla Matança, en Muriedas, i presenta una inscripció amb les seves dades: "" VERGE DE LA MISERICÒRDIA "(amb cometes en l'original) / ANY 1992 / PARRÒQUIA. NTRA. SRA. DE LA MISERICÒRDIA / TERCER CENTENARI DE LA SEVA CONSTRUCCIÓ / sufragada per CONSTRUCCIÓ POPULAR DE / TOTS ELS FILLS I AMICS DE GELDO / ALCALDE: RAMÓN CHOVER MARIN / RECTOR: ELADIO VILLAGRASA TAMBORERO / CANONGE PENITENCIARI D'AQUESTA DIÒCESI "MP (06)" FOSA I FABRICADA A CANTÀBRIA ESPANYA / MESTRE CAMPANERO MARIO PORTILLA MATANÇA ". Com en les altres campanes el jou és de fusta i substitueix un altre de ferro de Portilla Linares. També ha estat restaurada per Ermec i està en un estat de conservació bo. [6]
- cimbalico. Està situat al cupulí del campanar, la part alta del campanar, encara que anteriorment va estar ubicada a l'espadanya, és de petites dimensions, 38 de diàmetre, amb un pes real de 41 kg. Va ser fosa per Juan Bautista Roses Soler d'Atzeneta d'Albaida l'any 1948. També presenta una inscripció: (00) (creu de Santiago) (03) (anagrama de Maria) (06) (marca de fàbrica) "JUAN BTA ROSES / FUNDICION / CAMPANES / ADZANETA / PVCIA VALÈNCIA "(09) (Immaculada) MP" # GELDO ANY 1948 # ".[6]